# Juan Manuel Tenuta
Juan Manuel Tenuta (* 23. Januar 1924 in Fray Bentos; † 5. November 2013) war ein uruguayischer Schauspieler.
Juan Manuel Tenuta war mit der Schauspielerin Adela Gleijer verheiratet. Seine Tochter Andrea Tenuta ist ebenfalls auf diesem Gebiet tätig. Tenuta wirkte vor allem in Argentinien, wo er sich 1974 in Buenos Aires niederließ. Er tourte aber auch durch Amerika, Europa und Asien und war im Laufe seiner Karriere sowohl im Theater, im Fernsehen, im Radio als auch im Kino präsent. Zwei Jahre lang war er für das venezolanische Fernsehen tätig. In Buenos Aires wirkte er bereits ab dem 14. Lebensjahr in Theatern als Claque. 1940 zog er mit der Theatergruppe von "Chiquita" Dassori als Schmierenkomödiant durch Uruguay. 1941 trat er dem von Regisseur Manuel Domínguez Santamaría geführten Ensemble am Teatro del Pueblo bei. 1947 tourte er als Puppenspieler mit dem Ensemble von Rosita Bafficos "El duende". 1949 gehörte er zu den Mitbegründern des Teatro El Galpón. Seine wohl bedeutendste Rolle hatte er 1985 in dem Film "Esperando la Carroza". Dort spielte er den Mann von China Zorrilla. Insgesamt wirkte er in mehr als 35 Filmen mit. Zu den Filmen, in denen er mitspielte, gehört beispielsweise "Momentos robados" des Regisseurs O. Barney Finn. Darin spielte er 1996 an der Seite von Antonio Larreta. 1998 war er in Pablo Rodríguez’ "Maldita cocaína" zu sehen. Insbesondere ab Mitte der 1990er Jahre nahm er verstärkt Theaterengagements an.
1994 wurde er in Buenos Aires mit dem Premio "Sin Corte" ausgezeichnet. 1995 erschien in Montevideo das Buch "Antes que me olvide" von Héctor Puyo, welches sich mit dem Leben Tenutas befasst. 1999 wurde er als bester Schauspieler für seine Rolle in "Locos de verano" geehrt. Im Folgejahr erhielt er in jener Sparte eine Nominierung für sein Mitwirken in "Las alegres mujeres de Shakespeare".
Tenuta war Mitglied der Kommunistischen Partei Uruguays.
Parallel zu seiner Theaterkarriere arbeitete er seinerzeit auch rund 25 Jahre für den Automóvil Club del Uruguay. Er war Vorsitzender der Sociedad Uruguaya de Actores (SUA), der uruguayischen Schauspielervereinigung.

## Filmografie (Auswahl)
- 1985: Esperando la Carroza
- 1996: Momentos robados
- 1998: Maldita cocaína